# 重過リン酸石灰
重過リン酸石灰（じゅうかリンさんせっかい）はリン酸肥料の一種である。重過石（じゅうかせき）とも呼ばれる。成分はリン酸二水素カルシウム。リン酸三カルシウムとリン酸を反応させることにより得られる。
{\displaystyle {\ce {Ca3(PO4)2\ + 4H3PO4 -> 3Ca(H2PO4)2}}}
水溶性・中性の無機肥料であり即効性を持つ。過リン酸石灰よりもリン酸の含有量が多い。